# Lisa S.
Lisa S.（リサ・エス、本名：Lisa Selesnerまたはリサ・セレスネイ、1978年5月26日- ）は、モナコ生まれの香港のファッションモデル、女優。母親はユダヤ系アメリカ人、父方は中国系フランス人。使用言語は広東語・普通話（北京語）・英語・フランス語である。
中国国内と香港でモデル・女優として活動した後、2010年4月6日に南アフリカにて呉彦祖（ダニエル・ウー）と結婚した。

## 出演

### TV
- 人在江湖／A Mob Story（2007年）
- 談情説案／The Mysteries of Love（2010年）

### 映画
- シルバーホーク（2004年）
- プロジェクトBB（2006年）
- ジャスト・ア・ヒーロー（2011年）第7回大阪アジアン映画祭で『離れられない』の邦題で上映